# Élection présidentielle américaine de 1936 en Pennsylvanie
L'élection présidentielle américaine de 1936 en Pennsylvanie a lieu le 3 novembre 1936 comme dans les 47 autres États qui composaient alors les États-Unis. Les électeurs pennsylvaniens choisissent des grands électeurs pour les représenter dans le collège électoral à travers un vote populaire. La Pennsylvanie possède en 1936 36 grands électeurs. L'État donne l'ensemble de ses grands électeurs au candidat du Parti démocrate, le président sortant Franklin D. Roosevelt. 
Le candidat vainqueur de ce scrutin dans tout le pays sera également Roosevelt, qui entamera un second mandat à la présidence des États-Unis le 20 janvier 1937. 